# Speleomantes supramontis
Speleomantes supramontis (tên tiếng Anh: Supramonte Cave Salamander) là một loài kỳ giông trong họ Plethodontidae.
Nó là loài đặc hữu của Ý.
Các môi trường sống tự nhiên của chúng là các khu rừng ôn hòa, vùng nhiều đá, hang, và chỗ ở ngầm dưới đất (không hẳn là hang).
Nó bị đe dọa do mất môi trường sống.

## Hình ảnh

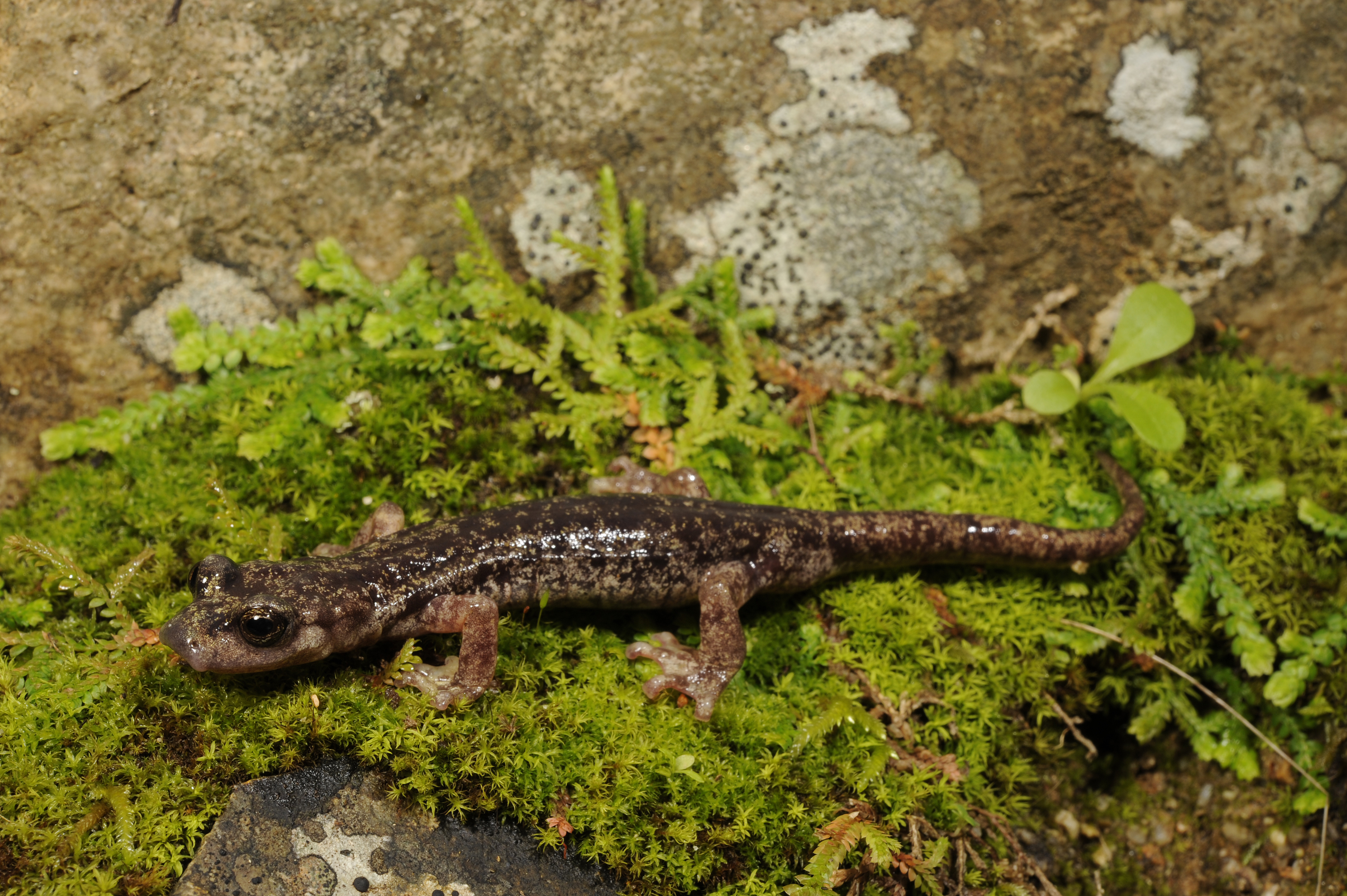
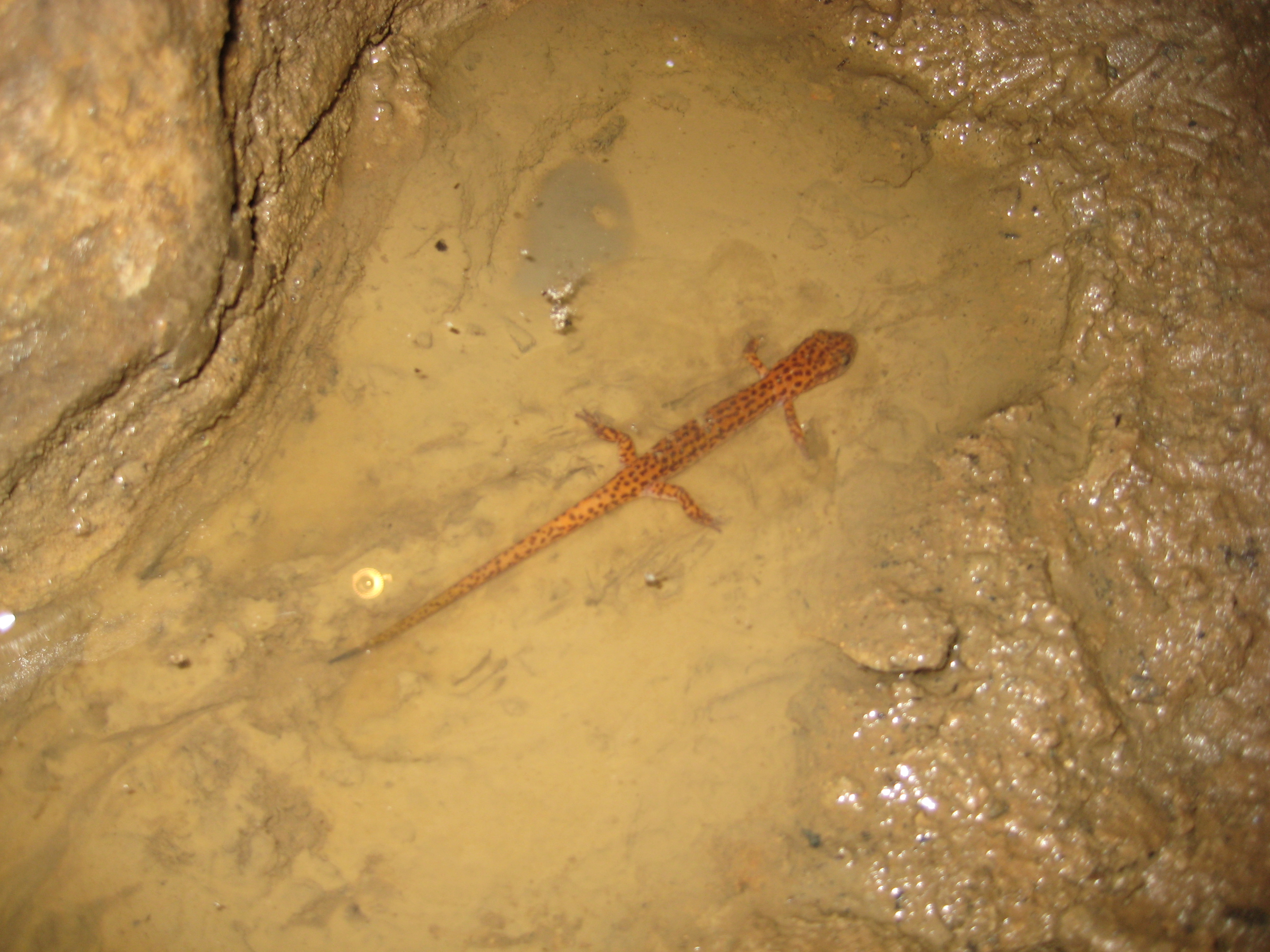
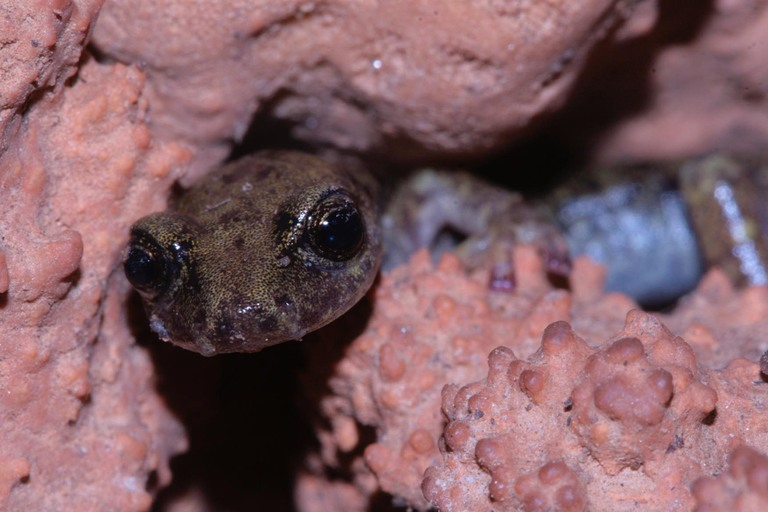
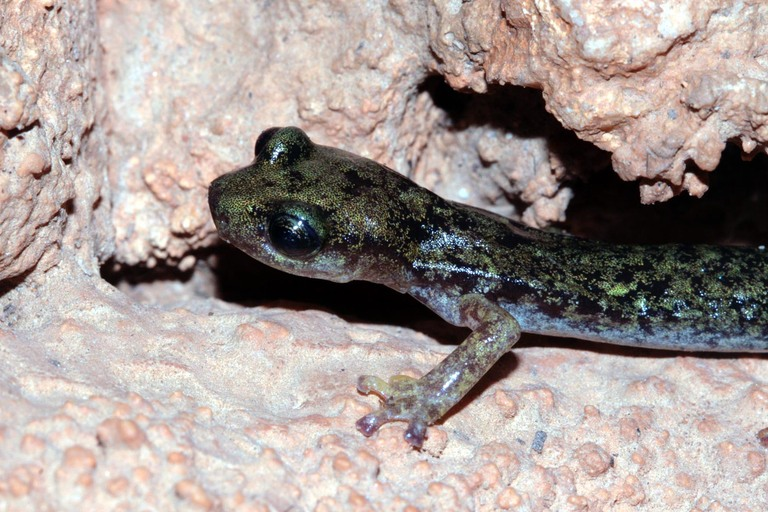